# 秦鳥屬
秦鸟（学名：Qinornis）是一种生活在早/中古新世约6100万年前的史前鸟类。模式标本发现于中国洛南县樊家沟口。秦鸟属下有且仅有一个物种，即古新秦鸟（学名：Qinornis paleocenica）。
秦鸟的骨骼展现出了与其年龄相符都特征，描述者认为这种鸟可能是现代鸟类的幼鸟，但如果是一只成鸟，那么它会成为目前已知唯一活过白垩纪﹣古近纪灭绝事件的非今鸟类。不同寻常的是，作为新生代鸟类，这种鸟类足部骨骼的愈合并不完全，而这种特征只存在于现代幼鸟和更原始的非今鸟类的成鸟中，后者长期以来被认为在白垩纪﹣古近纪灭绝事件中与其他非鸟恐龙一同灭绝（尽管其马斯特里赫特期的类群只在北美有所发现）。2007年，傑拉爾德·梅爾在检查完这些骨骼后，认为这一鸟类标本确实属于成鸟，且与神翼鸟属有着较近亲缘关系。
2011年，Longrich等人怀疑了这一评估，他们认为这一标本很可能属于幼鸟，但同时也指出一些“原始”鸟类确实有可能在白垩纪﹣古近纪灭绝事件之后还存在了一段时间。